# 香取慎吾
香取慎吾（1977年1月31日—），出生於神奈川縣横濱市，日本男演員、男歌手、主持人。已解散的日本偶像組合SMAP的成員，因组合于2016年12月31日解散而以个人身份进行活动。2017年9月8日正式与杰尼斯事务所解约。2017年9月22日，宣佈與新經紀公司CULEN Inc.簽約，并開設個人全新官網。

## 簡歷
1988年4月，年僅11歲的香取被製作人從團體《溜冰男子》中挑選出來，與另外五人(中居15歲、木村15歲、稻垣14歲、森14歲、草彅13歲)合組一個新團體SMAP。他們組成後，並不是立即出道，而是3年內繼續以Johnny's Jr.身份活躍在偶像節目、電視劇、舞台中，以確定學生層的地位。
2002年1月1日起，與荻本欽一合作主持日本電視台綜藝節目《超級變變變》（全日本仮装大賞）。
近年他配合虛擬角色，嘗試了許多逗趣的變裝造型，包括：《慎吾媽媽》的女裝打扮、《忍者哈特利》電影版的忍者造型，以及演出富士電視台連續劇《西遊記》的孫悟空、《烏龍派出所》的兩津勘吉，都讓人印象深刻，並獲得廣大年齡層的喜愛。
他还在音乐剧《TALK LIKE SINGING》中担任主角，于纽约举行了13场演出。并于2010年1月23日在东京开演。
2016年1月13日，日刊體育報導，出道25年的SMAP可能將會解散，除了木村拓哉續留傑尼斯事務所，其他4位成員中居正廣、稻垣吾郎、草彅剛、香取慎吾將隨女性主管離開，惟此事事務所方面並未證實。1月18日，SMAP全員於節目《SMAP×SMAP》以現場直播方式公開鞠躬道歉，表示對於造成騷動感到很抱歉，並感謝粉絲的支持，稱今後也請多多指教。同年12月31日，SMAP正式解散。
2017年9月9日，稲垣吾郎、香取慎吾、草彅剛於尊尼事務所退所。同年9月22日稲垣、香取、草彅三人共同開設官方粉絲網站，取名為「全新地圖（日語：日语：）」，網站上刊登3人的訊息以及加入粉絲俱樂部的方法等。10月16日正式啟用，同時宣佈三人加入新事務所「CULEN」。
2017年11月，透過網路電視台 Abema TV，於11月2日晚間9時至11月5日晚間9時進行長達 72 小時的直播節目――《72小時真心話電視》。
2021年12月28日，透過所屬經紀公司宣布，與交往超過25年的圈外女性已登記結婚。

## 演出作品

### 綜藝節目
固定演出
- （富士電視台）
- SMAPXSMAP（富士電視台）
- （富士電視台）
- 裏Sma!!（朝日電視台）
- SmaSTATION-1〜6,SmaSTATION!!（朝日電視台）
- （富士電視台）

### 電視劇
- -{時間ですよ（1989年、TBS）
- マドンナは春風に乗って（1990年、NHK）
- 腕におぼえあり（1992年、NHK）
- 腕におぼえあり2〜帰ってきた用心棒（1992年、NHK）
- お願いデーモン!（1993年、富士電視台）
- For You（1995年、富士電視台）
- 沙粧妙子-最後の事件-（1995年、富士電視台）
- 未成年（1995年、TBS）
- よひんびん物語1日3回食後に服用（1995年、NHK）}-
- 透明人間（1996年、日本電視台） ※首次主演
- 廚藝小天王2（1996年、朝日電視台）
- 德克（1996年、富士電視台）
- 最重要的人（1997年、TBS）
- 世界奇妙物語（1998年、富士電視台）
- （1998年、富士電視台）
- 古畑任三郎（1999年、富士電視台）
- 甦醒的金狼（1999年、日本電視台）
- 不平凡的勇氣（2000年、富士電視台）
- （2000年、富士電視台）
- 世界奇妙物語 SMAP特別篇（2001年1月1日、富士電視台）
- Love Story（2001年、TBS）
- スタアの戀(2001年、CS)  ※第11集 客串演出
- 超級奶爸（2002年、富士電視台）
- HR（2002年〜2003年、富士電視台）
- 新選組！（2004年、NHK）
- 西遊記（2006年、富士電視台）
- 神探伽俐略（2007年、富士電視台） ※第4集 客串演出
- 沒有玫瑰的花店（2008年、富士電視台）
- 黑部的太陽（2009年、富士電視台）
- MR.BRAIN（2009年、TBS） ※第8集 客串演出
- 烏龍派出所（2009年、TBS）兩津勘吉
- 得到幸福吧（2011年、富士電視台）高倉純平
- MONSTERS（2012年、TBS）平塜平八，主演
- 幽靈女友（2013年、關西電視台）神山 曉
- SMOKING GUN～決定的證據～（2014年、富士電視台）流田緣，主演
- 家族的形式（2016年、TBS）永里大介，主演
- 匿名～警視廳“鍵盤殺人”對策室 （2021年、東京電視台）万丞渉，主演
- 倫敦的山本五十六（2022年、NHK）山本五十六，主演
- 毛骨悚然撞鬼經驗 25週年特別篇「看得見!?」（2024年、富士電視台）磯村武，主演
- 日本第一的爛男人 ※我的假家人們（2025年、富士電視台）大森一平，主演

### 電影
- SHOOT！（1994年） - 飾 平松和広
- 香港大夜總會・タッチ&マギー（1997年） - 飾 柴田良一
- 《打機王》（ジュブナイル，2000年） - 飾 神崎宗一郎
- みんなのいえ（2001年） - 飾 地鎮祭の神主
- NIN×NIN 忍者哈特利 THE MOVIE（2004年） - 飾 服部カンゾウ
- 鯊魚黑幫（配音）（2005年）
- 有頂天大飯店（2006年）- 飾 只野憲二
- ストリングス〜愛と絆の旅路（配音）（2007年）
- 西遊記（2007年） - 飾 孫悟空
- スキヤキ・ウエスタン ジャンゴ（2007年）- 飾 リッチ
- 魔幻時刻（2008年） - 飾 只野憲二
- 座頭市 THE LAST（2010年） - 飾 座頭市
- friends 鬼島的赤鬼（2011年） - 飾 赤おに・ナキ
- 烏龍派出所 THE MOVIE （2011年） - 飾 両津勘吉
- 跳躍大搜查線THE FINAL 新的希望（「踴る大搜查線 THE FINAL 新たな希望」 2012年9月7日 東寶） - 飾 久瀬智則
- 人類資金（2013年10月12日） - 飾 M
- 銀河街道（2015年10月） - 飾 NOA（ノア）

### 動畫配音
- 小紅帽恰恰（阿力）
- 侍魂電視版動畫（霸王丸）

### 其他
- 短片：地球戰隊freshman vs. 香取慎太郎

## 音樂作品

### 專輯
- 20210101（2021/1/1）
- 東京 SNG（2022/4/13）

### 單曲
- 10％（2019/10/1）
- Trap（2019/11/1）
- Prologue (feat.TeddyLoid&たなか)（2019/11/22）
- FUTURE WORLD (feat.BiSH)（2019/12/24）
- Anonymous (feat.WONK)（2021/2/1）

## 外部連結
- 香取慎吾官方粉絲俱樂部
- 香取慎吾的X（前Twitter）
- 香取慎吾的Instagram帳戶